# Bobby Angelo
Bobby Angelo, egentligen Robert Hemmings, född 24 juli 1941 i Hamden, England, är en amerikansk sångare som hade två mindre hits med Baby Sittin'  och Don't Stop 1962.